# داينغ لايت 2
داينغ لايت 2 (بالإنجليزية: Dying Light 2)‏، هي لعبة فيديو رعب البقاء أكشن تقمص الأدوار، صدرت اللعبة في 4 فبراير 2022، وهي من تطوير ونشر شركة تيكلاند البولندية، وهي الجزء الثاني من سلسلة داينغ لايت، حيث ستعمل على منصات بلاي ستيشن 4، مايكروسوفت ويندوز، إكس بوكس ون، بلاي ستيشن 5، إكس بوكس سيريس إكس وسيريس أس ونينتندو سويتش.

## القصة

### القصة ألأساسية
انتهاء انتشار وباء الزومبي في حران بوفاة جميع مواطني المدينة، دون الإبلاغ عن أي ناجين. ومع ذلك، فإن «جهود الإغاثة العالمية» بدءت بتطوير لقاح ل «فيروس هاران» لإنهاء خطر وباء الزومبي ولكن لم يحدث شى، واصل معهد «البحث العلمي» إجراء تجارب على الفيروس سرا. وفي عام 2021، أفلت متغير متحور من مختبرات "GRE" وبدأ وباء ثان ينتشر بسرعة أكبر من الوباء الأول ويكتسح العالم في حدث يسمى «السقوط». واللقاح غير فعال ضد السلالة الجديدة من فيروس THV، ولكن يمكن قمع آثاره بالضوء فوق البنفسجي.
بحلول عام 2036، أي بعد خمسة عشر عاما من حدث سقوط العالم، تم القضاء على الكثير من سكان العالم، تم تقليص مدن الحضارة البشرية إلى حفنة من المستوطنات البشرية المتناثرة، ونجت مدينة فيلديور الأوروبية وهي أحد آخر المدن المعروفة المتبقية على الأرض من الجائحة بفضل جدران الحجر الصحي عليها، كما أبقت جحافل المصابين خارج المدينة. وفي داخل المدينة انقسم البشر فيها إلى عدة فصائل وهم قوات حفظ السلام العسكرية والناجون المستقلون والمتمردين الذين يمارسون العنف.
إن بطل الرواية الرئيسي هو إيدن كالدويل الذي قرر أن يقوم بالرحلة إلى فيليدور ليبحث عن أخته المفقودة ميا.